# بییاهررس
بییاهررس (به اسپانیایی: Villaherreros) یک شهرستان در اسپانیا است که در استان پالنسیا واقع شده‌است.

## خصوصیات
بییاهررس ۴۰ کیلومترمربع مساحت و ۲۵۲ نفر جمعیت دارد.